# Barra fixa (exercício)

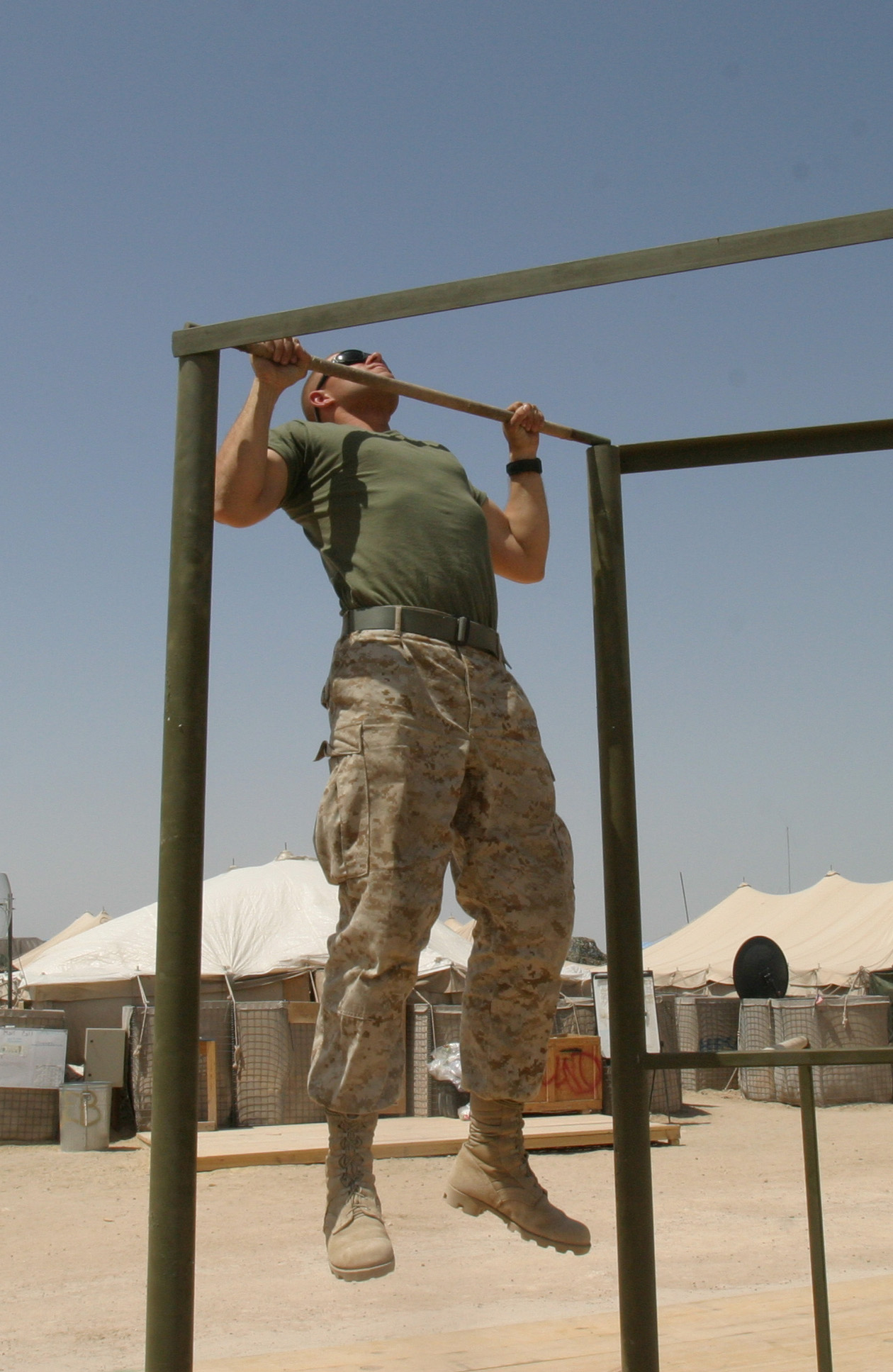
"Marine" americano realizando exercício de barra fixa.

Flexão de braços na barra fixa ou Puxada alta é um (exercício) focado para a musculatura superior do corpo (músculo grande dorsal).Para a execução deste exercício deve-se suspender o corpo numa barra horizontal fixa com as mãos em pronação (viradas para a frente) e elevar o corpo de forma a que o queixo passe acima da altura da barra.Este exercício deve ser feito com o mínimo de balanço do tronco e pernas e sem apoiar o queixo na barra.Existe variante dos exercício em que o podemos executar com as mãos mais próximas, com pesos na cintura,com um só braço,etc...